# 卡莱战役
卡莱战役（拉丁語發音：[ˈkarrae̯]），为前53年罗马共和国和安息帝国在卡莱附近进行的一场重要战役。安息骑兵将军（Spahbod）苏雷纳在这场战役中，领兵彻底击败了由克拉苏指挥的罗马军队。这是持续时间近三百年的羅馬－安息戰爭中的第一场战役，也是罗马历史中最惨烈的败仗之一。
克拉苏不但是前三头同盟的成员，还是罗马最富裕的人。为了得到军事荣誉和财富，他在未获元老院批准的情况下，擅自入侵安息。亚美尼亚国王阿尔塔瓦兹德二世建议克拉苏取道亚美尼亚，入侵安息。他没有采纳亚美尼亚国王的建议，企图直接穿过美索不达米亚沙漠，实现计划。克拉苏的军队最终在卡莱（今土耳其哈兰）和苏雷纳的军队爆发战斗。人数较少的安息骑兵最终击败了人数较多的罗马军队。罗马军队的士兵，大部分都在战役中阵亡、被俘。而克拉苏本人，也在谈判破裂时被人杀害。他的死导致了前三头同盟瓦解，罗马内战爆发。